# الدوري الجنوبي لكرة القدم 1919–20
الدوري الجنوبي لكرة القدم 1919–20 (بالإنجليزية: 1919–20 Southern Football League)‏ هو موسم من الدوري الجنوبي الممتاز. فاز فيه نادي بورتسموث.